# كفر دمتيوه
قرية كفر دمتيوة هي إحدى القرى التابعة لمركز كوم حمادة في محافظة البحيرة في جمهورية مصر العربية. حسب إحصاءات سنة 2006، بلغ إجمالي السكان في كفر دمتيوة 3281 نسمة، منهم 1687 رجل و1594 امرأة.